# Philodendron verrucosum
Philodendron verrucosum là một loài thực vật có hoa trong họ Ráy (Araceae). Loài này được L.Mathieu ex Schott miêu tả khoa học đầu tiên năm 1856.

## Hình ảnh

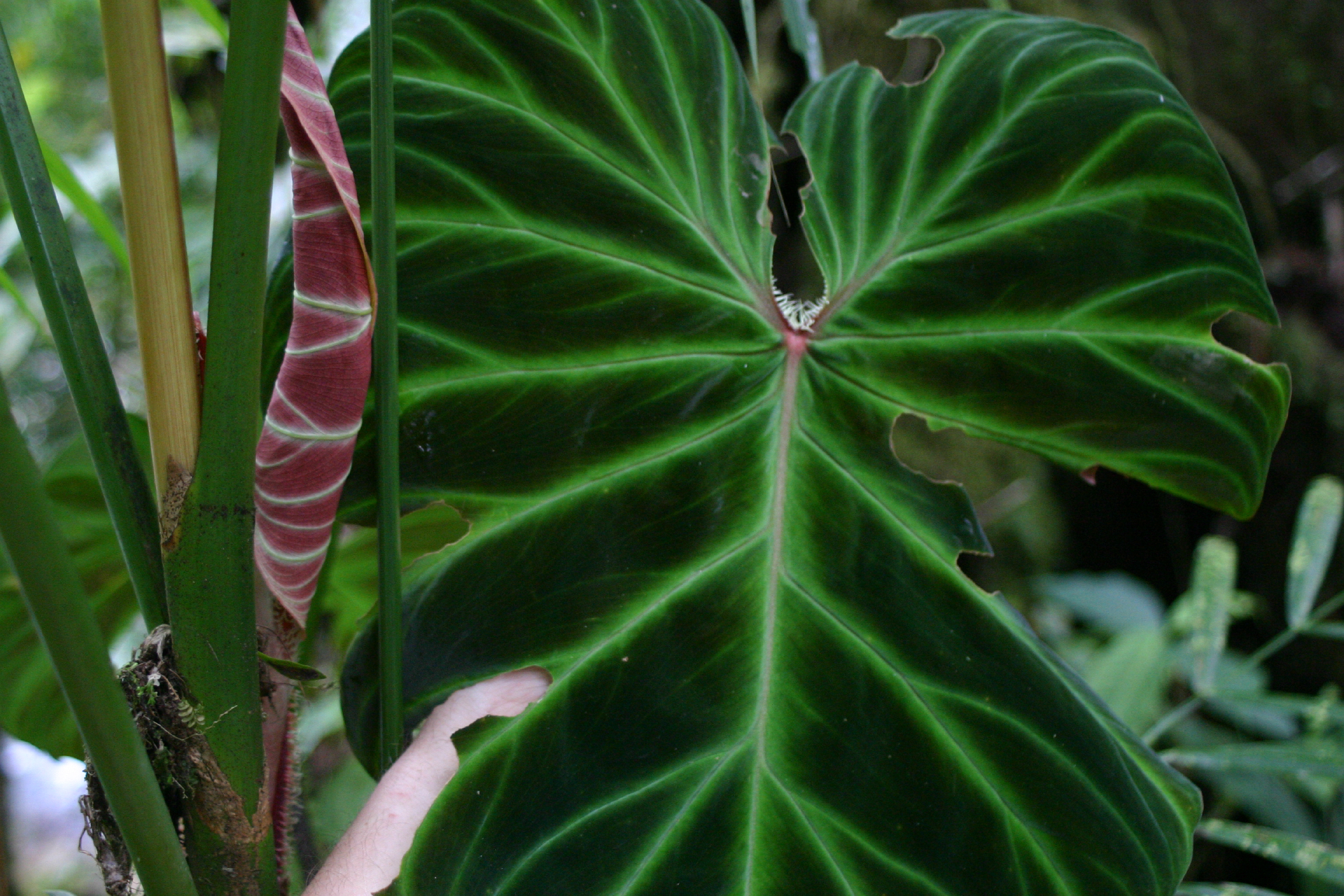
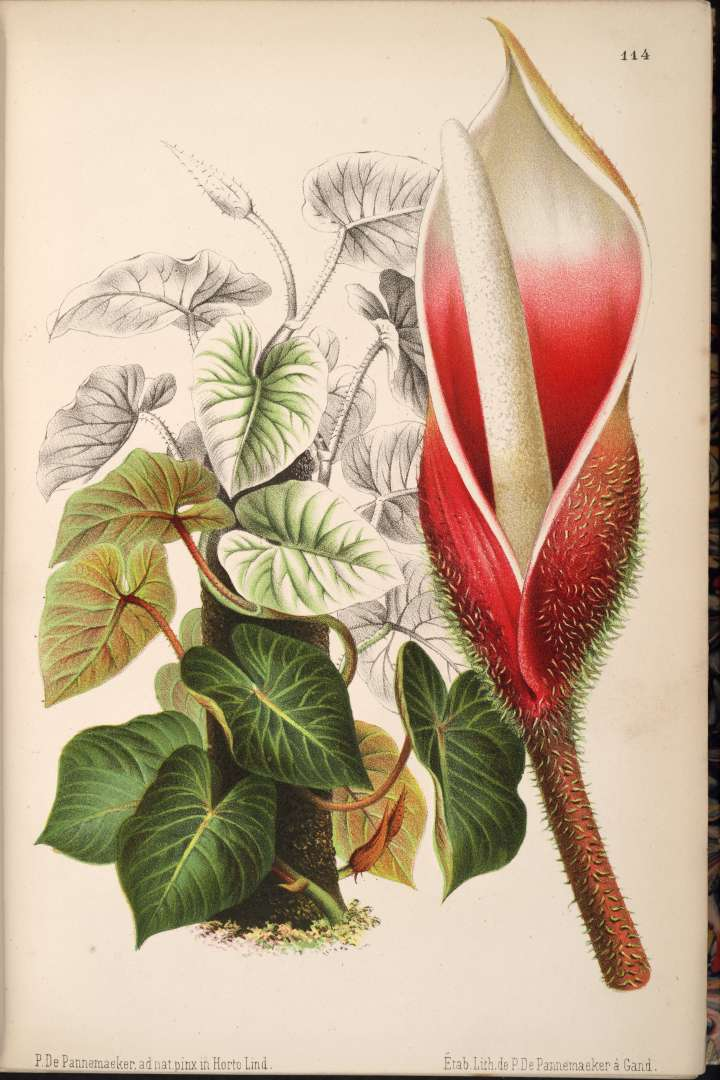